# Keir Dullea
Keir Dullea (30 de maio de 1936) é um ator norte-americano mais conhecido por ter interpretado o astronauta David Bowman na ficção cientifica 2001: A Space Odyssey de Stanley Kubrick, em 1968, e no filme 2010. Seus outros papéis incluem Bunny Lake is Missing (1965) e Black Christmas (1974).

## Filmografia
| Ano  | Título original        | Título em português                  | Papel                                    | Observações  |
| 1961 | Hoodlum Priest         | br:                                  | Billy Lee Jackson                        |              |
| 1962 | David and Lisa         | br:                                  | David Clemens                            |              |
| 1964 | Le Ore Nude            | br:                                  | Aldo                                     |              |
| 1964 | Mail Order Bride       | br:                                  | Lee Carey                                |              |
| 1964 | The Thin Red Line      | br:                                  | Pvt. Doll                                |              |
| 1965 | Bunny Lake Is Missing  | br:                                  | Stephen Lake                             |              |
| 1966 | Madame X               | br:                                  | Clayton Anderson Jr.                     |              |
| 1967 | The Fox                | br: Apenas uma Mulher                | Paul Grenfel                             |              |
| 1968 | 2001: A Space Odyssey  | br: 2001:Uma Odisseia no Espaço      | Comandante David Bowman                  |              |
| 1969 | De Sade                | br:                                  | Louis Alphonse Donatien, Marquis de Sade |              |
| 1972 | Devil in the Brain     | br:                                  | Oscar Minno                              |              |
| 1972 | Pope Joan              | br:                                  | Dr. Stevens                              | sem créditos |
| 1973 | Paperback Hero         | br:                                  | Rick Dylan                               |              |
| 1973 | The Starlost           | br: Starlost                         | Devon                                    |              |
| 1974 | Paul and Michelle      | br:                                  | Garry                                    |              |
| 1974 | Black Christmas        | br:                                  | Peter Smythe                             |              |
| 1977 | Three Dangerous Ladies | br:                                  | David                                    |              |
| 1977 | Welcome to Blood City  | br:                                  | Lewis                                    |              |
| 1977 | Full Circle            | br:                                  | Magnus Lofting                           |              |
| 1978 | Leopard in the Snow    | br:                                  | Dominic Lyall                            |              |
| 1983 | Brainwaves             | br:                                  | Julian Bedford                           |              |
| 1984 | Blind Date             | br:                                  | Dr. Steiger                              |              |
| 1984 | The Next One           | br:                                  | Glenn/The Next One                       |              |
| 1984 | 2010                   | br:2010:O Ano em que Faremos Contato | Dr. David Bowman                         |              |
| 1992 | Oh, What a Night       | br:                                  | Thorvald                                 |              |
| 2000 | The Divine Inspiration | br:                                  | Sem Informação                           | Curta        |
| 2003 | Three Days of Rain     | br:                                  | Sem Informação                           |              |
| 2003 | Alien Hunter           | br:                                  | Secretary Bayer                          |              |
| 2006 | The Day My Towers Fell | br:                                  | Harry Gold                               | Curta        |
| 2006 | A Lonely Sky           | br:                                  | Older Man                                | Curta        |
| 2006 | The Good Shepherd      | br:                                  | Sr.Senator John Russell                  |              |
| 2008 | The Accidental Husband | br:                                  | Karl Bollenbecker                        |              |
| 2009 | Fortune                | br:                                  | Jonah Pryce                              |              |
| 2009 | All Me, All theTime    | br:                                  | Jake                                     | pós-produção |
| 2014 | Infinitely Polar Bear  | br:                                  | Sem informação                           | pós-produção |